# 중화인민공화국의 법
중화인민공화국의 법은 중화인민공화국에서 적용되는 법률로서, 전국인민대표대회가 제정 · 개정하는 기본 법률과 전국인민대표대회 상무위원회가 제정 · 개정하는 기타 법률을 포괄한다. 1954년부터 1978년까지는 중화인민공화국 내에서 법 체계를 수립하려는 별다른 노력이 보이지 않았다. 마오쩌둥이 이끄는 중국공산당의 지도자들은 법 체계를 만드는 것이 중국공산당의 권력을 제한한다고 확신했고, 궁극적으로는 사회주의 혁명에 해악을 가져온다고 생각했다. 이러한 정책은 1979년에 변화를 가져왔고 중화인민공화국은 점차 정교한 법체계를 구축해 가기 시작했다. 중화인민공화국의 법체계는 대체로 대륙법 체계로서 특히 19~20세기의 독일 법 체계의 영향을 많이 받았다. 반면에 여전히 홍콩은 전에 영국 식민지였던 영향으로 보통법 체계를 유지하고 있고, 마카오 역시 포르투갈 법에 근거한 법 체계를 전개하고 있다. 이것은 일국양제의 일환이기도 하다. 홍콩과 마카오는 자체적인 최종심 법원이나 범죄인 인도 체계를 갖추고 있다. 중화인민공화국 법원은 오직 중화인민공화국 본토에 대해서만 관할할 뿐, 홍콩과 마카오는 관할 대상이 아니다. 다만, 홍콩과 마카오 각각의 기본법은 전국인민대표대회 상무위원회의 해석 권한에 종속된다.

## 역사
중국은 세계 속에 오랜 역사와 문명을 자랑하는 나라로써 예로부터 완비된 법전을 가지고 있었으나, 그 대부분은 형법의 규칙이었다. 민사관계에 대한 법률분쟁도 형사법으로 제재하였다. 따라서, 법전에 민법과 형법을 구별하지 않았다. 이러한 특징은 중국고대 봉건사회의 독재적인 정치제도와 자급자족의 자연경제와 관련이 있다 하겠다.

### 청나라 말기
아편 전쟁, 태평천국의 난, 아로호 사건이라는 대규모 내우외환에 직명한 청나라 정부는 동치제의 치세 때 양무운동을 전개하여 국력의 증대를 도모하였다. 청나라 정부가 대응해야 할 긴요한 과제는 서구 열강과의 사이에 개별 조약을 체결한 것이었고, 그 과정에서 근대적인 서구의 법제도를 배운 자들이 나타났다. 청일전쟁에 패배한 후, 청나라 정부 내부에서는 변법운동이 전개되어 무술정변이라고 하는 혼란을 겪고, 의화단의 난 후에 광서신정(光緒新政)이 개시되었다. 청나라 정부는 아카다 아사타로 등 4인의 일본인의 협력으로 서구의 법제도를 계수받아 근대적인 법제도의 구축에 나섬과 함께, 과거제도 폐지(1905년), 입헌대강(1905년), 헌법대강(1908년), 십구신조(1911년), 대청형률초안(1911년)이라고 하는 입헌 정치의 확립을 향한 노력을 더했다. 이러한 과정은, 훗날 중화인민공화국이 대륙법계의 전통을 계숙한 법제도를 확립하는 밑바탕이 되었다.

### 신해혁명부터 중화인민공화국의 성립까지
신해혁명 후, 중화민국 정부는 대청현행형률 등의 청나라 시대의 법령과 대청형률초안을 원용하여 임시변통하였다. 북벌의 완료 후, 국민당 정부는 훈정강령(1928년), 국민정부조직법(같은 해)를 시작으로 하여 각종 법령의 정비에 착수하였다. 1934년에는 각종의 불평등조약이 폐지되었다. 그러나, 중국공산당(중공)은 1949년 2월에 “국민당의 육법전서를 폐지하고, 해방구의 사법제도를 확립하는 것에 관한 지시”를 발표하여, 같은 해 10월에는 중화인민공화국 정부가 성립하였다. 국민당 정부가 정비한 법제도는 중화민국 정부가 계수하였다.

### 문화대혁명 이후
중국정부는 중국 본토 전역에 있어서 실효적 지배를 확립하고, 625전쟁에 참전한 후, 1954년에 소비에트연방의 공산권의 선례를 참조하여 최초의 헌법(54년헌법)을 제정하는 등, 소비에트연방법(대륙법계에 속한다)을 계수받은 법제도의 정비를 진행하였다. 그러나, 1957년 6월의 반우파 투쟁을 시작으로 1977년 8월의 문화대혁명의 종결에 이르기까지의 시기에는 “프롤레타리아독재”의 이념에서 도출되는 “중국공산당의 국가에 대한 우위”가 강조되어, 법질서보다도 중국공산당의 정책이 우선되었다. 1978년 3월에는 세 번째의 헌법(78년 헌법)이 제정되었고, 그 후, 인치(人治) 대신에 법치의 필요성이 널리 설명되어, 중국 정부는 형법(1979년), 형사소송법(같은해)을 시작으로 하여 법제도의 정비를 다시 진전시키기 시작하였다. 1982년 12월에는 네 번째의 헌법(82년 헌법)이 제정되었고, 1999년의 헌법개정에서는 사회주의적 법치국가의 건설이 강조되었다. 특히 1992년 10월, 중국공산당 제14기 제3차 회의에서 사회주의시장경제체제의 수립을 경제체제개혁의 목표로 정한 후 중국은 1993년부터 시장경제입법을 본격화하여 1990년대말까지 수년간에 걸쳐 시장경제법률체계의 기본틀을 수립하였다. 이 기간에 제정, 공포된 주요 법률들은 아래와 같다.
| 법령 제목                          | 제정 과정 및 시행일 |
| ---------------------------------- | --- |
| 계약법(合同法)                     | 1999년 3월 15일 |
| 회사법(公司法)                     | 1993년 12월 29일 제8차 전국인민대표대회 상무위원회 제5차회의 통과, 1994년 7월 1일 시행 |
| 보험법(保險法)                     | 1995년 6월 30일 |
| 해상법(海商法)                     | 1992년 11월7일 제7차 전국인민대표대회 상무위원회 제28차 회의에서 심의 통과, 1993년 7월 1일 시행 |
| 어음·수표법(票据法)                | 1995년 5월 10일 제8차 전국인민대표대회 상무위원회 제13차 회의 통과하고, 2004년 8월 28일 제10차 전국인민대표대회 상무위원회 제11차 회의(중화인민공화국 수표법의 개정에 관한 결정)에 의하여 수정되었다. |
| 증권법(證券法)                     | 1998년 12월 29일 |
| 조합기업법(合伙企業法)             | 1997년 2월 23일 |
| 대외무역법(對外貿易法)             | 1994년 5월 12일 |
| 중국인민은행법(中國人民銀行法)     | 1995년 3월 18일 |
| 상업은행법(商業銀行法)             | 1995년 5월 10일 |
| 도시부동산관리법(城市房地産管理法) | 1994년 7월 5일 |
| 부정경쟁방지법(反不正當競爭防止法) | 1993년 9월 2일 |
| 노동법(勞動法)                     | 1994년 7월 5일 |
| 소비자권익보호법(消費者權益保護法) | 1993년 10월 31일 |
| 제조물품질법(産品質量法)           | 1994년 5월 12일 |
| 담보법(擔保法)                     | 1995년 6월 30일 |
| 중재법(仲裁法)                     | 1995년 6월 30일 |
| 변호사법(律師法)                   | 1996년 5월 15일 |
| 국가배상법(國家賠償法)             | 1994년 5월 12일 |
| 행정처벌법(行政處罰法)             | 1996년 3월 17일 |
| 행정감사법(行政監察法)             | 1997년 5월 9일 |

뒤이어 2001년 WTO가입을 계기로 시장을 진일보 개방하고 관련 법제를 국제규칙에 부합되기 위하여 외국인투자기업법(중외합자경영기업법, 중외합작경영기업법, 외자기업법)을 대폭 개정하였다.
또한 2000년대 들어 시장경제의 지속적인 발전에 따라 민법전 제정의 목표를 정하고 단계적으로 물권법(2007.3.16.)과 불법행위책임법(侵權責任法)(2009.12.26), 섭외민사관계법률적용법(涉外民事關係法律適用法)(2010.10.28)을 제정하였으며, 아울러 증권투자기금법(證券投資基金法)(2003.10.28), 기업소득세법(企業所得稅法)(2007.3.16)과 기업파산법(企業破産法)(2006.8.27), 반독점법(反垄断法)(2007.8.30)을 제정하고 회사법(公司法)(2005.10.27), 증권법(證券法)(2005.10.27), 조합기업법(合伙企業法)(2006.8.27), 저작권법(著作權法)(2001.10.27),상표법(商標法)(2001.0.27),특허법(專利法)(2008.12.27), 대외무역법(對外貿易法)(2004.4.6), 민사소송법(民事訴訟法)(2007.10.28), 보험법(保險法)(2009.2.28), 도시부동산관리법(城市房地産管理法)(2009.8.7)을 개정하는 등 법률의 “립·개·폐(立·改·廢)”작업을 진행하여 당초 예정된 2010년에 시장경제법률체계의 수립을 완성한다는 목표를 기본적으로 실현하였다. 따라서 2011년 3월에 개최된 제11기 전국인민대표대회 제4차 회의에서 우방궈 전국인민대표대회 상무위원회 위원장은 중국특색의 사회주의법률체계의 수립을 대내외적으로 공식 선언하기에 이르렀다.

## 법원(法源)
중국에 있어서 법원(法源)은 중화인민공화국 헌법을 정점으로 하여, 법률, 행정법규, 지방성(地方性)법규, 자치조례 · 단행(単行)조례, 행정규칙 등이 있다. 입법법(立法法)은 이들 법원의 서열과 상호저촉의 경우의 처리를 규정한다. 입법법은, 국가주권, 국가조직의 형성 · 조직 · 권한, 범죄과 형벌, 민사의 기본적 제도, 소송 · 중재제도 등은 원칙적으로 법률에 의하여 한다고 규정한다. “기본적 법률”(그 개념을 명확히 정의한 규정은 없다.)은 전국인민대표대회(전인대)가 제정하고, 그 외의 법률은 전인대 상무위원회가 제정한다. 이어서, 국가주석은 전인대 및 전인대 상무위원회가 제정한 법률을 공포한다.(주석령, 主席令)행정법규는, 국무원이 제정하는 것으로, 법률의 세칙과 행정 관리에 관하여 헌법 및 법률에 저촉되지 아니하는 한도에서 제정한다. 행정법규는, “○○조례”라는 명칭의 경우가 많으나, “◯◯변법(弁法)” 또는 “◯◯규정”이라는 명칭의 경우도 있다. 세제개혁, 경제제도개혁, 대외개방에 관한 사항에 대하여는, 국무원은 잠정조례 또는 잠정변법을 제정하는 권한을 가진다.
지방성법규는, 일급행정구 또는 주요도시의 인민대표대회(인대) 및 그 상무위원회가 헌법, 법률 및 행정법규에 저촉되지 아니하는 한도에서 제정한다. 자치조례, 단행조례는, 자치구, 자치주 또는 자치현이 제정하는 것으로, 당해 지방의 기본법이 되는 것이 자치조례, 개별분야를 규율하는 것이 단행조례이다. 가족법의 분야를 중심으로, 당해 지방의 실정에 맞는 “변통(変通)규정”이 제정되고 있다. 행정규칙(행정규장(規章)은 국무원의 각 부문, 또는 일급행정구 또는 주요도시의 인민정부가 법률 또는 국무원의 행정규칙 · 결정 · 명령에 기반하여 제정한다. 행정규칙은 재판규범이 아니나(인민법원은 행정규칙과는 다른 룰을 사용하여 사건의 결론을 도출할 수 있다), 참조는 된다. 인민법의 판례는 법적 구속력을 가지지 않으나, 최고인민법원의 재판례는 하급인민법원의 사건처리의 지침이 된다. 또한, 최고인민법원 및 최고인민검찰원이 게시하는 사법해석이 판례이상으로, 재판 실무와 검찰 실무의 중요한 지침이 된다.
입법의 헌법 적합성을 심사하는 권한은 전인대 또는 그 상무위원회에 있고, 인민법원에는 없다.(인민민주주의의 이념에 의하면, 인민법원은 전인대과 대등한 기관이 아니고, 그 재판 부분에 불과하다.) 국무원, 중앙군사위원회, 최고인민법원, 최고인민검찰원 또는 일급 행정구의 인대 상무위원회는 전인대 상무위원회에 대하여 행정법규, 지방성법규, 자치조례 · 단행조례의 헌법 · 법률적합성의 심사를 요구할 수 있다.
중국의 사법조직은, 인민법원조직법 및 인민검찰원조직법이 규정하고 있다. 또한 소송절차는 민사소송법, 형사소송법 및 행정소송법이 규정하고 있다.

## 법원(法院)과 재판
중국 공산당도 사회주의 시장경제를 지향하는 개혁과 개방이 성공하기 위해서는 ‘사회주의 법치국가’로서의 새로운 질서가 구축되어야 한다는 것을 인식하고 있고, 법치국가 건설의 한 요소로 ‘사법독립’을 주장하고 있다. 그러나, 중국은 기본적으로 삼권분립에 의한 권력구조를 가지고 있지 않으므로, 중국에서 말하는 ‘사법의 독립’은 대한민국 등의 ‘사법부 독립’과는 다른 의미를 가지고 있다.
중국의 재판제도는 일반적으로 4급2심제를 채용한다. 즉, 인민법원은 최고인민법원을 정점으로 하여 조직되어 있다. 하급법원으로서는 우선, 군사사건을 취급하는 인민해방군군사법원 · 대군구급(大軍区級)군사법원 · 군급(軍級)군사법원으로 이루어진 군사법원 계열이 있다. 또한 군사관계 이외의 사건을 취급하는 최고위의 하급법원으로서, 각 일급행정구에 고급인민법원이 설치되어, 그 아래에는 해사사건을 취급하는 해사법원 및 철도운수사건을 취급하는 철도운수중급법원 · 철도운수기층(基層)법원이라는 특별법원 외에, 통상사건을 취급하는 지구급(地区級)의 중급인민법원 · 현급의 기층인민법원이라는 계열이 있다.
중급인민법원은 우선 형사사건으로는 반혁명 사건 또는 국가안전을 위해하는 사건, 무기징역 또는 사형에 처할 통상의 형사사건, 외국인의 형사 사건 등을, 민사 및 경제사건으로는 섭외 사건, 관할 구역 내에 중대한 영향을 미치는 사건, 최고인민법원이 중급인민법원의 관할로 확정한 사건 등을, 행정사건 중에는 행정소송법에 중급인민법원의 관할로 규정된 특허권 확인소송, 세관의 처분에 대한 소송 또는 국무원 행정 각 부문이나 성, 자치구, 직할시 인민정부의 구체적인 행정행위에 대한 소송사건, 나아가 기층인민법원이 재판을 이송한 사건 등을 각 제1심 관할법원으로 담당하여 처리한다. 그리고 기층인민법원의 판결 및 재정에 대한 상소 또는 항소사건, 인민검찰원이 재판감독절차에 따라 제기한 항소사건 등을 제2심으로 관할한다.
민사 · 형사 · 행정사안의 제1심에는 인민배심원제도가 채용되어 있다. 중국은 헌법 및 법원조직법에 인민법원이 재판권을 독립하여 행사한다는 취지의 규정이 있으나, 실제로는 법원 내부에도 원장 등의 간부직원과 재판위원회에 의한 심사 · 승인 · “조언”이라고 하는 제도가 있어 공산당에 의한 “지도”, 예산을 장악하고 있는 각급인민정부의 영향 하에 있어, 일본 · 미국 · 유럽과 같은 선진국에 정착된 “사법의 독립”이라는 관념과는 이질적인 요소의 존재가 많다고 지적되고 있다.
인민검찰원은 각급의 인민법원에 대응하여 설치되어 있다. 그 주요 임무는 체포 · 기소의 가부의 결정, 공소의 제기 · 유지, 형사사건의 판결의 집행이다. 또한 인민검찰원은, 형사사건 뿐만 아니라 제1심판결에 오류가 있다고 인정될 때에는 그 판결이 이미 효력을 발생했는지 여부를 묻지 않고, 상소 절차를 진행할 수 있다.

## 법학교육과 법조 양성
중국의 법학교육은, 문화대혁명 종결 후에 재건되기까지는 소비에트연방의 교재를 번역하여 세세하게 행하는 것에 불과하였으나, 개혁, 개방의 진전에 따라 법의 사회적 역할이 향상되어 법학부는 일약 수험생의 인기를 모으는 전공과목이 되었다. 지난 20여년 간, 법학 교육은 법조계의 발전과 함께 성장해 왔다. 대학교와 단기대학의 등록자수를 기준으로 가장 경쟁력있는 분야 중 하나가 되었다. 사법, 법학 연구소의 숫자도 계속 증가하고 있다. 이러한 경향은 법률 서비스 시장의 커다란 수요와 특수화되고 전문화된 법학교육 기관의 필요성을 반영한 것이다. 중국의 사법 및 법률 교육 기관은 로스쿨, 대학교 및 단기대학의 법학과, 그리고 전문 교육 기관으로 분류된다. 중국에는 미국이 법과대학원에 법학교육의 자원을 집중하고 있는 것과는 달리, 일본과 마찬가지로 대학에서 법학부가 개설되어 있다. 교육과목은 폭넓게 총화적인 것이 특징이다. 교육방법은 전통적인 강의형식이 중심이다. 중국에는 전문적인 법학교육을 받지 않은 자를 “재판원”이나 “검찰원”으로 등용하여 온 경위도 있고, 사회인에 대하여 법학교육도 활발히 행해지고 있다. 법조자격은 원칙적으로 국가통일사법시험에 합격한 자에게 부여한다. “재판원”이나 “검찰원”에 임명되기에는 다시 공무원시험에도 합격하여야 하기 때문에 새로운 인재의 등용에 장애를 가져오고 있다. 한국이나 일본의 사법연수원에 해당하는 법조 세 분야(법관, 검찰, 변호사)를 횡단적으로 양성하는 제도는 존재하지 않는다. 활동 중인 변호사의 약 70%가 대학교 학위를 가지고 있고, 30%는 단기대학 학위를 가지고 있다. 2002년 3월, 대학교 및 단기대학의 졸업생 36만명 이상이 이틀에 걸쳐 국가사법시험(SJE)을 치렀다. 최근 보고서에 따르면 이중 겨우 7%만이 통과했다.

## 분야별 법
주요한 법분야로는 헌법, 행정법, 민사법(중국에는 독립된 상법전이 없다. 민상 합일), 경제법, 형사법, 소송법이 있다. 중국에 있어서 작금의 법전정비는 독일법을 직접 참고로 한 것 외에도 독일법을 계수한 일본법, 일본법의 영향이 강한 대만법을 참고로 하였으므로 직간접적으로 독일법의 영향을 받았다고 여겨진다.

### 민사법
중화인민공화국에서 민상법(民商法)은 민법과 상법을 포괄하는 개념으로서, 민법을 기본법으로 하고 상법은 민법의 특별법으로 본다.민법은 중국의 법률체계에서 중요한 법률부문 중 하나이다. 민법이라 하여도, 통일된 민법전(民法典) 형태로 존재하는 것은 아니며, 실질적인 민법에는 민법통칙(民法通则), 물권법, 계약법, 지적소유권법(저작권법, 특허법, 상표법 등), 상속법, 인신권법(人身權法, 민법통칙 중에 포함되어 있다), 혼인가정법 등이 포함된다.
중국에서는 ‘민법통칙’의 규정에 따라, 민법을 일반적으로 평등한 주체인 공민 사이, 법인 사이, 공민과 법인 사이의 재산관계(财产关系)와 인신관계(人身关系)에 적용되는 법률규범의 총화라고 정의하고 있다(제2조). 이 개념 정의에는 다음과 같은 의미가 들어있다. 첫째, 민법의 적용대상은 재산관계와 인신관계이다. 재산관계는 사람 사이의 재산에 기초하여 형성된 상호관계이다. 인신관계는 자연인 상호간의 인격과 신분관계(身分关系)에 기초한 것으로 인격관계와 신분관계를 포함한다. 둘째, 이러한 재산관계와 인신관계는 단지 평등한 주체 사이에 한한다. 인신관계와 재산관계는 평등한 주체 사이에서 발생할 수도 있고 불평등한 주체 사이에서도 발생할 수 있다. 평등한 주체 사이의 재산관계 또는 인신관계라야 민법이 적용될 수 있다.

#### 역사
중국의 법률역사에서 보면 고대에는 법률영역이 구분되지 아니하고 모두 합일되어 민사와 형사를 구분하지 않았다. 근현대적 의미의 민법 편찬은 중국 청나라 말기의 법제개혁부터 시작하였다. 1910년 말, 제1차 민법전초안(大淸民律草案, 대청민률초안)을 완성하였다. 이 초안은 독일민법전의 형식을 따라 총칙, 채권, 물권, 친족, 상속 등 5편, 1569개 법조문으로 이루어져 있었다. 특히 총칙, 채권, 물권의 내용은 독일민법전과 일본민법전을 참고하였다. 그러나, 1911년 10월의 신해혁명은 청나라 200여년의 통치를 무너뜨렸고, 공화국을 건립하여, 이 민법전초안은 정식적인 법률로 자리 잡지 못 하였다. 하지만, 이 민법전초안을 통하여 대륙법계 민법, 특히 독일 민법의 편찬형식과 법률개념, 원칙, 제도와 이론을 중국으로 수입하여 현대의 중국민사 입법과 민사 이론에 큰 영향을 미쳤다. 중화민국 성립한 후에도 민법전의 편찬은 계속되었다. 청나라말 제1차 민법전 초안을 기초로 수정하여, 1925년에 중화민국민법전초안(中華民國民律草案, 중화민국민률초안)이 완성되었다. 총칙, 채권, 물권, 친족, 상속 5편을 기초로 총 1745개 법조문을 두었으며, 특히, 스위스 채권법을 참고하였다.
중국의 학자들은 일반적으로 “민법(民法)”이라는 단어는 중국의 고유한 것이 아니며, 법률용어로서의 “민법”이란 단어는 일본에서 건너 온 것이라 여기고 있다.앞서 본 ‘대청민률초안’(大淸民律草案)과  ‘중화민국민률초안’(中華民國民律草案)은 “민법”이 아닌 “민률”이라 칭하였다.1929년 5월 23일 남경국민정부에서 공포한 민법총칙(민법전의 제1편)은 중국법률에서 “민법”이라는 단어를 처음으로 사용하였다.
1949년의 중화인민공화국의 성립에 의해 구법(국민당 시대의 모든 법령)의 완전폐기가 선언되고, 그후 1950년대, 60년대의 두차례에 걸쳐 민법전 기초 작업의 좌절로, 입법작업은 단지 혼인가족법(1954년)만이 정비되어 있을 뿐이었다. 경제의 집중, 정치의 집권, 법률의 허무주의로 인하여 건국 후 30여년의 긴 시간동안 계약법은 거의 공백상태였다. 재판실무는 주로 “민사정책”, 즉, “당과 국가가 공포한 민사에 관한 규범적 성질의 문건”에 의하여 처리되는 등 각종 행정법규와 행정규칙, 사법해석에 관한 규정이 산재되어 있는 실정이었다. 또한, 1970년대까지는 기업간 분쟁은 인민법원의 관할로부터 제외되어 있었다. 이와 같은  문화대혁명(1967~77년)의 법적 공백기를 거쳐, 1978년 이후, 중국은 대내 활성화를 시행하고 대외개방의 경제체제 개혁을 단행하고 중앙계획경제체제 하에서 계획적 상품경제체제로의 과도기로 접어들면서 계약법 등 민사 입법도 서서히 정비되기 시작하였다.   1980년대 전반에는 “경제법론”이 통설 내지는 유력하게 되어 이것을 기반으로 이른바 3대 계약법이 제정, 시행되었다. 이들 3대 계약법은 계획경제 아래 국유경제 주체들간의 국내외의 계약관계를 다루기 위한 것이었다. ① ‘중화인민공화국 경제계약법’(1981년 공포)은 주로 국내 경제계약에 대한 분쟁을 해결하기 위한 것으로 경제거래 관계에서 당사자의 합법적인 이익을 보호하고 상품경제를 촉진시키기 위한 것이었다. ②  ‘중화인민공화국 섭외경제계약법’(1985년 제정)은 주로 국가가 섭외경제계약의 분쟁을 해결하기 위한 중국의 경제주체와 다른 국가 또는 특정 지역의 경제주체 사이에 국경을 초월한 섭외적 거래관계에 적용하는 법이었다. ③ ‘중화인민공화국 기술계약법’(1987년 제정)은 과학기술도 상품이라는 것을 인정하고, 발명 및 창조를 장려하고 국제간의 기술거래를 규율하기 위한 것이었다. 이 3대 계약법이 민법통칙과 함께 계약관계를 규율하는 기본 법률이 되었다.
중국 정부내에도 시장경제를 규율하는 것에는 거래주체의 자주성 · 평등성을 중시해야 한다는 생각이 침투하여, 1986년에 채택되었던 “민법통칙”에는 “평등한 주체인 공민간, 법인간, 공민과 법인간의 재산관계와 신분관계”라고 하는 표현이 사용되기에 이르렀다. 1990년대부터 중국 계약법의 입법은 다시 새로운 발전의 단계로 진입하게 되었다. 1993년 경제계약법의 개정을 통해 시장경제적 요소를 대폭 수용하여 시장경제를 촉진하게 되었고, 이것은 계약법(1999년)의 모법이 된다. 그 이후로 담보법(1995년), 계약법(1999년)이 제정되어 경제법론은 민사법 입법의 지도원리로서 지위를 상실하였다. 1999년 3월 15일 통과된 중화인민공화국 계약법은 경제계약법 , 섭외경제계약법과 기술계약법 3개가 충돌하는 국면을 마감하고 통일 계약법의 임무를 실현하는 결과를 낳았다. 부동산물권에 관한 각종 특별법도 토지관리법(1986년 제정, 1998년 개정), 토지사용권의 유상양도를 인정하는 헌법 제10조 개정(1989년), 도시권역 국유지 사용권 설정 및 양도 잠정 조례(1990년) 등 체제 정비가 계속되었으나, 현재에도 재산권(동산, 부동산 등)의 보호는 충분하지 않다고 보인다. 또한 2000년대 들어 시장경제의 지속적인 발전에 따라 민법전 제정의 목표를 정하였다. 2002년 제9기 전국인민대표대회 상무위원회에서 학자들이 기초한 “민법전 초안”에 대하여 1차 심의를 진행하였으나, 2004년 제10기 전국인민대표대회 상무위원에서는 당분간 “민법전 초안”의 심의업무를 접어두고 일단 먼저 물권법 등 민사 관련 개별 법률을 제정하고 나중에 개별법률을 통합하여 민법전을 제정하는 쪽으로 방향을 바꾸었다.이에 따라, 단계적으로 물권법(2007.3.16. 제정)과 불법행위책임법(侵權責任法)(2009.12.26 제정), 섭외민사관계법률적용법(涉外民事關係法律適用法)(2010.10.28 제정)을 제정하였다.

#### 특징
중국의 민법체계는 기본적으로 대륙법계에 속한다. 다만, 물권법 영역을 비롯하여 아직 사회주의적 요소가 남아 있는 부분이 더러 있다.  중국은 입법체계에 있어서 민상법 합일주의를 취하고 있는데, 이것은 스위스, 러시아, 태국 등과 같은 입장이다. 중국 민법의 기본원칙은 계약자유의 원칙, 평등의 원칙, 공평의 원칙, 성실신용의 원칙, 공서양속 원칙, 권리남용금지의 원칙 등으로 정리되고 있어, 자본주의 국가인 대한민국과 큰 차이가 없다. 민법의 본질은 시민사회(市民社會)의 법으로서 사법(私法)에 해당한다는 것이 강조되고 있다. 중국 민법의 내용 중 권리능력, 행위능력, 법률행위, 대리, 시효 등에 관한 기본적인 이론구조는 대한민국과 거의 다르지 않다.

#### 민법통칙
민법통칙(民法通则)은 1986년 4월 12일 제6기 전국인민대표대회 제8차회의에 통과하여 1987년 1월 1일부터 시행되었다.  앞으로 이를 민법총칙으로 개정할 것이라고 한다.민법통칙은 총 9개의 장과 156개의 조문으로 구성되었으며, 그 내용은 기본원칙, 공민(자연인), 법인, 민사법률행위, 대리, 민사권리, 민사책임, 소멸시효, 섭외민사관계에 관한 법률적용 및 부칙으로 이루어져 있다.

#### 물권법
물권법은 2007년에 제정되었으나, 그에 앞서 민법통칙 제5장 제1절 “재산소유권 및 재산소유권과 관련된 재산권”(71조~83조)이 규정되어 있다. 대한민국이나 일본에서와 마찬가지로 중국에서도 일반적으로 ‘물권의 변동’이라 함은 물권의 발생, 변경 및 소멸의 총칭이다. 이것을 권리주체의 측면에서 보면 물권의 득실, 변경 및 상실이다.

#### 계약법
중화인민공화국의 계약법은 1999년 3월 15일 제9기 전인대 제2차 회의에서 통과되고, 같은 날 주석령(主席令) 제15호로 공포되어 1999년 10월 1일부터 시행되고 있는 중화인민공화국의 법률이다. 계약법의 제정은 같은 날 통과된 중국 헌법수정안의 “의법치국(依法治國)”(법치주의 원리),  ‘사회주의법치국가의 건설’ 및 ‘개체경제, 사영경제 등 비공유제 경제는 사회주의 시장경제의 중요한 구성 부분이다’는 규정내용과 맥락을 같이 하는 것으로 계약법은 특히 비공유제경제를 법에 따라 이끌어 가는 기본법으로서의 역할을 담당하고 있다.

#### 불법행위법
2009년 12월 26일 중화인민공화국 ‘침권책임법’(侵權責任法)이 공포되었으며, 2010년 7월 1일부터 시행되고 있다. 본 법은 총 12장 92개 조문으로 구성되어 있다. 본래 이 법은 2002년 중화인민공화국 민법초안의 한 편으로 구성되었으나, 그 후 이 편을 단행법으로 만들어 ‘물권법’ 다음으로 2년 만에 ‘침권책임법’이 완성되었다. ‘침권책임법’의 입법의 필요성은 (1) 민사주체의 합법적 법익을 보호하고 침권책임을 명확히 함으로써 침권행위를 예방, 제재하여 사회의 화합과 안정을 도모할 목적으로, (2) 중국의 분산된 침권책임제도를 통합하여 적용가능한 통일적 침권책임제도를 함에 있다. 그리고 (3) 대륙법계의 국가들이 침권책임의 규율에서 부족한 점을 극복하고 중국의 특색 있는 침권책임법제를 확립함으로써 (4) 중국 민법전(民法典)의 제정을 위한 단계의 하나로 기존의 ‘민법통칙’, ‘계약법’, ‘물권법’에 이어 ‘침권책임법’을 제정함에 그 의의가 있다. 이로써 재산법의 중요한 구성부분은 대부분 마무리 되었다.

#### 기타
도산법 분야로는 기업파산법(시행)이 제정되어 있으나, 중국 정부는 기업의 법적 정비를 실시하는 것에는 소극적이고, 개인 도산법제에 있어서는 법률이 제정되지 않았다.
지적재산권법의 분야에는, “상표법”이 1950년대에 제정된 것 이외에는 21세기 초두까지도 큰 진전이 없었다.2001년 이후, 발명, 실용신안, 디자인을 포괄하여 규율하는 “전리법(専利法)”과 저작권법이 제정되었다.
국제사법에 관하여는, “민법통칙” 등에 약간의 규정이 있으나, 체계적인 법규가 제정되어 있지 않았다. “민법통칙”에 의하면 중국이 가입 · 조인한 조약과 국내법이 저촉하는 때에는, 조약이 우선하였다. 중국의 법도 조약도 존재하지 않는 경우, 국제관습에 의하나, 중국사회의 공공이익에 반할 수는 없었다. 그러다가 제11회 중국 전국인민대표대회 상무위원회 제17차 회의에서 통과한 ‘중화인민공화국 섭외민사관계 법률적용법’(‘섭외민사관계법률적용법’)은 2011년 4월 1일부터 시행되기 시작하였다. 이 법은 중국 입법역사상 처음으로 섭외법률관계의 법률적용을 내용으로 한 단행법이며 1918년 ‘법률적용조례’ 이후의 중국국제사법의 두 번째 법전 제정이었다. 이 법의 실행을 통하여 중국법원의 섭외민사심판이 큰 영향을 받을 것은 의심할 여지가 없다.

### 상법
중국에 있어서 상법에는 회사법(公司法), 수표법, 증권법, 보험법, 해상법 등이 포함된다. 따라서 중국의 상법은 이미 단행법의 형식으로 시장경제질서를 규율하는 작용을 하고 있다. 민법과 상법을 분리하지 않고 ‘민상법’을 6대 기본법률 중 하나로 통합하여 설명하는 것은 중국이 입법체계상으로 민상법 분리주의(대한민국 등)를 취하지 않고 민상법 합일주의를 취하고 있기 때문이다. 중국에 상법총칙을 포함한 통일된 상법전이 존재하지 않는 것도 민상법 합일주의를 취하는 것에 기인하는 것이다. 그러나 민상법 합일주의냐 분리주의냐 하는 것은 단지 입법편제상의 기술적인 선택에 불과하므로 그것을 너무 절대화할 필요는 없다고 주장하면서 상사법이 가지는 특수성에 비추어 상법총칙을 제정할 필요가 갈수록 절실해지고 있다고 주장하는 학자들도 있다.

#### 역사
중국은 1978년 개혁 개방을 선언한 이래 괄목할 만한 경제성장을 이룩하였으며 “경제발전은 곧 법제경제”라는 기치 아래 기업관련법이 그때 그때 상황에 따라 제정되어 상법체계가 큰 진보를 이룩하게 되었다. 원래는 기업법의 기본법이라 할 수 있는 회사법이 제정되고 그 후로 각종 기업관련법이 제정되어야 법체계상 통일을 이룰 수 있을 터인데, 개혁 개방 초기에는 그렇게 할 시간적 여유가 없었기 때문에, 기업입법에 있어서 먼저 일반법을 제정하고, 특별법을 제정하는 보통의 입법방식을 따르지를 않았다. 즉, 1979년에 ‘중외합자경영기업법’, 1986년에 ‘외자기업법’, 1988년에 ‘중외합작경영기업법’ 등 특별법인 외상투자기업법들이 먼저 제정된 후에  1992년 사회주의시장경제를 표방하면서 중국의 경제체제는 신속하게 진행되었고 이와 함께 상사입법도 새로운 단계에 진입하게 되었다. 1992년에  ‘해상법(海商法)’을 시작으로, 기업에 관한 일반법인 ‘회사법(會社法)’(1993), ‘상업은행법(商業銀行法)’(1995), 어음수표법(1995), ‘보험법(保險法)’(1995), ‘증권법(證券法)’(1998), ‘신탁법(信託法)’(2001) 등이 잇달아 제정되었다. 그 외에도 상사법 분야로서 전인민소유제공업기업법, 향진(郷鎮)기업법, 조합기업법 등의 법률이 있고, 상법학이 민법학으로부터 독립된 학문 분야로서 인식되기에 이르렀다. 그렇지만 상법전을 민법전과는 독립적으로 제정하자는 움직임이 지배적인 것은 아니다.

#### 외상 투자 기업법
중국에는 외국인 투자기업에 대한 특혜를 법적으로 보장한 여러 법을 갖추고 있다. 즉, 중외합자기업법(1979년), 중외합작기업법(1988년), 외자기업법(1986년) 등 이른바 ‘삼자기업법’을 비롯한 외상투자기업법(外商投資企業法)이 제정되어 있다. ‘삼자기업법’에 의거하여 각각 설립되는 중외합자경영기업(中外合资经营企业), 중외합작경영기업(中外合作经营企业), 외국독자기업을 삼자기업(三资企业)이라고 부르고, 일반적으로 외상투자기업이라고 하면 이 삼자기업을 말한다. 넓은 의미의 외상투자기업(外商投資企業, foreign-invested enterprise)에는 삼자기업을 비롯하여 외상투자주식회사(外商投资股份制), 합작개발(合作开发) 등도 포함되므로, 넓은 의미의 외상투자기업이란  외국투자자가 중국 법률과 정부의 인가를 통하여 중국 내에서 중국의 합자자 또는 합작자와 공동으로 설립하거나 외국투자자가 전액을 투자하여 독자적으로 설립하는 기업을 뜻한다. 따라서 외상투자기업법이란 중국이 제정한, 외상투자기업의 설립 · 변경 · 종료와 경영관리과정에서 발생되는 경제관계를 조정하는 법률규범 총체를 말하는 것이 된다.
외자기업이라 함은 중국 유관법률에 따라 중국 국내에서 설립하였으며 자본의 전부가 외국투자자가 투자한 기업을 말하고, 외국의 기업과 기타 경제 조직이 중국 국내에 둔 지사는 포함하지 아니한다.(외자기업법 제2조) 이러한 분회사, 지사 등은 중국에서 외자기업법에 따라 설립된 것이 아니고 일반적으로 중국에서 독립적으로 경영할 수 있는 자격을 구비하지 않았으며 독립적인 의사결정, 재무 및 결산제도를 실행하지 않으므로 외자기업에 속하지 않으며 그의 활동은 외자기업법에 의해 조정되지 않는다.

#### 보험법
중국의 보험입법은 청말(淸末)에 개시되었으나 여건상 실시되지 못하였으며 국민당의 대륙통치기간 중의 보험입법은 양분법 즉 보험계약법과 보험업법의 분리 · 제정이었으나 그 후 대만은 양법을 하나의 법인 “보험법”으로 막을 내리게 되었다. 신 중국 성립(1949) 후 보험업의 발전을 촉진시키기 위한 몇몇 보험법규와 조례들이 있었으나 곧 보험업은 정지되었다. 개혁개방 초기의 보험입법은 ‘재산보험합동조례(財産保險合同條例)’(1983)와 ‘보험기업관리잠행조례(保險企業管理潛行條例)(1985)’의 등장으로 각각 보험계약법과 보험업감독법의 역할을 하게 되었다.

### 민사소송법
민사소송법은, 법원은 민사사건에 대하여 판결을 하기 전에 조정을 행한다고 하는 조정전치주의를 채택하고 있다. 또한 민사소송법은 직권탐지주의를 채용하여, 당사자가 수집 불가능한 증거나 사건의 심리에 필요하다고 인정되는 증거를 인민법원이 스스로 조사, 수집한다. 또한 소송의 취하에는 인민법원의 허가가 필요하여 처분권주의도 철저하지 않다.
마을 인민위원회 등은 인민조정위원회를 설치하는 것이 가능하여, 이 인민조정위원회에 의한 인민조정이 민간 분쟁의 처리에 큰 역할을 하고 있다. 또한 기층인민정부도 “사법조리원”(司法助理員)이라고 불리는 전문 직원을 두어 민간 분쟁의 조정을 담당하고 있다. 그 외에 변호사 사무소나 향진(郷鎮) 법률 서비스 사무소도 조정을 수행한다. 그러나 오직 기층인민정부에 의한 조정을 제외하면, 조정이 성립하여도 그 후에 당사자가 의사를 번복하면 인민법원에의 소제기 등은 방해를 받지 않는 것이 일반적이다.
중재(중국에서는 이를 公斷이라고도 한다)에 대하여 중화인민공화국 성립이전에는 중국에 중재법이나 독립적인 중재기구가 존재하지 않았다. 중화인민공화국이 성립한 후 중국정부는 대외 무역 촉진에 힘쓰는 한편 대외무역에 있어서 중재의 효용을 인식하게 되었고, 현재는 “중재법”이 제정되어 있다. 동법은 가족관계에 관한 민사분쟁, 행정쟁송, 노동분쟁 (별도로 중재제도를 정하고 있다.), 농업집단경제조직 내부의 농업 도급 계약 분쟁 (별도의 중재제도를 정하고 있다.)에 대하여는 적용되지 않는다. 동법의 적용이 있는 민사분쟁에 대하여는 당사자는 중재합의를 기반으로, 일반 행정구 인민정부 소재시의 인민정부에 설치되어 있는 중재위원회에 중재의 신청을 할 수 있다.(중재합의가 있는데도 인민정부에 제소하여도 수리되지 아니한다.) 중재는 중재위원회가 사건마다 임명하는 중재인이 행한다. 중재 재정은 1심으로 종국 판단을 하여, 절차의 하자를 이유로 인민법원에 취소를 구하는 것이 가능한 이외에는, 불복을 신청할 수 없다. 중국 민사소송법 제231조는 소송의 해결까지 사이에, 외국인 당사자에 대하여 인민법원에 의한 출국정지처분을 인정하고 있다. 근래에 일본기업에 대해 종업원이나 거래선이 소송을 제기하여, 기업의 책임자 등이 출국정지처분을 받는 예가 급증하여, 문제가 되고 있다.

### 형법
1979년에 “중화인민공화국 형법”이 제정되기까지는 단행 법령이나 각종 사법해석, 공산당의 문서 등에 형벌규칙을 두고 있었다. 1979년 형법은 범죄를 “사회에 위해를 가하는 행위로서, 법률에 의한 형벌을 받을 수 있는 것”이라고 정의하여, 유추해석을 공인하고 있다. 1997년에 형법이 전면적으로 개정되었다. 그 이후, 전인대 상무위원회에 의한 다수의 개정이 있다. 1997년 형법은 유추해석을 금지하여, 죄형법정주의를 채택하였다. 한국, 일본을 비롯한 대륙법권의 형법과 비교할 때 큰 특색으로서는, 공범론에 있어서, 정범 · 종범이라고 하는 구성요건을 중심으로 한 구조 대신에, 주범 · 종범이라고 하는 범죄의 경위에 착안한 구조를 이용하고 있다. 주형에는 관제(공안기관의 감독하에 생활하는 것), 구역(노동개조형), 유기징역, 무기징역, 사형의 5종류가 있고, 부가형으로는 벌금, 정치적 권리박탈, 재산 몰수가 있다. 사형에도 집행유예제도가 있는 것이 특징이다.(유예기간이 경과하면, 무기징역으로 감경된다.). 형사소송법도 1996년에 전면적으로 개정되었다. 공안기관에 의한 수사는 입안을 시작으로 증거수집을 거쳐, 인민 검찰원에 기소 의견서를 제출하는 것으로 종료된다. 범죄협의자의 신병 구속기간은 원칙적으로 2개월이나, 소정의 절차를 거쳐 연장할 수 있다. 기소의견서를 수리한 인민검찰원은 공소제기결정, 사건취소결정 또는 불기소결정을 한다. 인민법원은 공소를 수리하면 원칙적으로 1개월~1개월 반 내에 판결한다. 무죄의 추정은 명시적으로 채택되어 있지 않다. 플리 바게닝은 실제로는 행해지나, 제도적으로는 채택되어 있지 않다.
사회위해성이 있는 범죄라고 판단되는 행위에 대해서는 공안기관이 치안관리처벌법에 기초하여, 경고, 과료, 행정구류, 허가증의 취소, 외국인에 대하여는 국외추방이라고 하는 치안관리처벌을 부과한다. 치안관리처벌의 결정은 행정불복심사의 신청이나 행정소송에 의하여 다툴 수 있다. 그 외에, 일찍이 중국에는 법의 근거가 없는 행정처벌이나 법정의 절차를 준수하지 않는 행정처벌, 공포되지 않은 법령에 기초한 행정처벌을 볼 수 있었으나, 행정처벌법에는 이러한 행정처벌을 명문으로 금지하였다. 중국에는 일정한 직업을 가지지 아니한 자나 마약중독자 등에 대한 근로교정도 행해지고 있다. 근로교정의 시간은 최장 4년에 이르러, 그 절차나 운영에 관한 비판이 고조되고 있다.

### 행정법
중국에 있어서도 “법치” 또는 “의법 행정”(법에 의한 행정)이라는 말이 사용되고 있으나, 이것은 한국이나 일본에서의 “법치주의”와는 다르고, “인치(人治)”, “당치(黨治)”에 대응하는 개념에 불과하다. 중국에 있어서는 전근대적인 “관부무착”(官府無錯, 국가무책임의 법리)이라고 하는 법의식과 사회주의적인 “인민정부와 인민 간의 이익의 대립은 있을 수 없다”고 하는 발상이 행정의 법적 통제나 행정구체의 발전을 지연시키는 요인이 되고 있었다. “치안관리처벌조례”의 시행에 의해, 행정처벌에 대한 불복의 소가 급증하고, 행정사건 전반에 적용되는 통일적인 절차의 정비의 필요성이 인식되었다. 그 결과, “행정소송법”이 제정되었다. 동법은 인민법원의 사법심사의 대상을 “구체적인 행정행위”에 한정하고 있다. 이 행위의 근거규정의 상위법령의 적합성에 대하여는 원칙적으로 사법심사가 미치지 않는다. 재량행위에 있어서는 재량일탈의 유무에 대해서는 사법심사가 미치나, 당부당에 대해서는 미치지 않는다. 다만, 인민법원은 현저하게 공정을 잃은 행정처벌에 대해서는 변경의 판결을 할 수 있다. 행정소송 사건의 인용율은 일본과 비슷하게 낮다. 행정불복심판에 대해서는 “행정복의법(行政復議法)”이 규정한다. 동법 그 자체는 행정불복심사와 행정소송과의 자유선택주의를 채용하고 있으나, 개별 법령에서 행정불복심사 전치를 규정하고 있는 예가 많다. 행정불복심사에는 구체적인 행정행위에 대하여 불복심사에 부대하여, 그 행위의 근거조항에 대한 불복심사도 신청할 수 있다는 것이 특징이다. 행정작용에 수반한 손해보전은 포괄하여 “국가배상”이라고 부른다. 국가배상에는 위법한 행정작용에 기반하여 손해를 전보하는 행정보상(일본에서말하는 국가배상에 해당하나, “작업인원”의 고의과실은 요건이 되지 않는다.)과 적법한 행정작용에 기반하여 손해를 보전하는 행정보상도 규정되어 있다.

### 경쟁법

#### 광고법
1994년 10월 27일에 전인대 상무위는 《중화인민공화국 광고법》을 통과시켜 중국광고법률체계의 기본골격을 갖추었다. 그 외에도 다양한 광고관리 조례가 존재한다. 즉,  《화장품광고관리방법》, 《의료광고관리방법》, 《광고모니터관리방법》, 《인쇄품광고관리임시방법》, 《식품광고반포임시규정》, 《부동산광고반포임시규정》, 《광고관리 강화에 관한 통고》, 《융자광고관리 강화에 관한 통지》등 단독규장 및 규범성문건이 제정되었다. 법률성질을 보면 절차성 규정, 제한성 규정, 자질요건 규정 및 정책성 규정 등 다양한 규정들이 제정되었다. 절차성 규정으로는 《약품, 의료기기, 농약, 수의(獸醫)광고심사기준》 등이 있으며 《임시광고경영관리방법》, 《외부광고등기관리규정》, 《광고서비스비용관리임시방법》 등이 있다. 제한성 규정으로는 《담배광고관리임시방법》, 《주류광고관리방법》등이 있다. 자질요건규정으로는 《외상투자광고회사 설립에 관한 규정》, 《광고경영자, 광고반포자 자질기준 및 광고경영범위 규범용어 결정》, 《광고심사원 관리방법》, 《역내기업의 홍콩에서의 광고관리 반포 강화에 관한 통지》 등이 있다.

### 지적재산권법
중국지적재산권제도의 시작은 비교적 늦다. 하지만 개혁개방의 추진 아래 지적재산권입법도 속도를 내고 있다. 1982년 ‘중화인민공화국상표법’을 통과시켰는데 이는 중국지적재산권법률제도를 시작하는 중요한 징표라 할 수 있다. 중국정부는 연이어 특허법과 저작권법, 부정경쟁방지법 등을 통과시키고, ‘파리 협약’, ‘집적회로지적재산권보호조약’, ‘상표국제등록마드리드협약’, ‘무역관련지적재산권협의’ 등 대부분의 국제조약에 참여하였다.

## 참고 문헌
- 강신중, 〈中國의 司法制度〉, 대한민사법학회, 《민사법연구》(2002년, 제10집 제1호)
- 小田美佐子(오다 미사코) 〈中国における物権行為論の展開〉 (중국에 있어서 물권행위론의 전개), 立命館法学2003 年６号（292号)
- 馬麗麗, 〈韓國의 契約法과 中國의 合同法에 관한 比較法的 考察〉 (전남대학교 대학원, 석사학위논문, 2005.2.)
- 이규철 (2006) 《주석 실무 중국계약법총람》(아진)
- 王丽萍, 양효령 번역, 〈中国大陆合同效力制度的演进及展望 〉 한국민사법학회, 민사법학 (39-2), 2007.12
- 전대규(2009) 《중국민법(상)》(법률정보센타)
- 정철, 《중국의 사법제도》, 경인문화사, 2009. ISBN 9788949906409
- 채성국(蔡成國), 〈중국“合同法”(계약법)에서의 계약책임〉 《저스티스》 통권 제119호(2010. 10)
- 서의경, 〈중국 외상투자기업의 청산제도에 관한 고찰〉 연세대학교 법학연구원, 《법학연구》(2010)
- 오일환(Ri Huan Wu), 〈공법 : 중국법(中國法)의 특질(特質)과 접근방법(接近方法) -한국(韓國) 로스쿨생(生)들을 위한 강론(講論)- 〉 한양대학교 법학연구소 《법학논총》(2011)
- 이기수, 〈중국의 지적재산권 형법적 보호 -ACTA와 비교검토를 중심으로- 〉, 단국대학교 법학연구소, 《법학논총》(2011)
- 이홍욱, 〈개혁개방 이후 중국 보험법 (보험계약법)의 변화와 특색〉 경상대학교 법학연구소 《법학연구》(2011)
- 천 웨이쭈오(陈卫佐) 저, 김주형 옮김, 〈섭외민사관계법률적용법이 중국법원의 섭외민사재판에 미친 영향〉 한국국제사법학회, 《국제사법연구 17》, 2011.12.
- 최련, 〈중국 침권책임법에 대한 비교법적 고찰〉 충남대학교 대학원 석사학위논문(2012)
- 코구치 히코타(小口彦太) · 다나카 노부유키(田中信行), 《現代中国法》(成文堂, 2012).
- 박제현, 《알기쉬운 중국경쟁법》, 공정거래위원회, 2011. ISBN 9788996585909

### 민사소송법
- 손한기(孫韓琦), 〈中國 仲裁制度의 一考察〉, 《중재연구》Vol.3 No.- [1993] , 한국중재학회
- 추신영 〈중국 민사집행제도의 특징 보관됨 2016-08-28 - 웨이백 머신〉, 《재산법연구》 제30권 2집 (2013) : 민사집행제도의 전반적인 특징에 대한 논술이다.